# 拉氏小噬土麗鯛
拉氏小噬土麗鯛，為輻鰭魚綱鱸形目隆頭魚亞目慈鯛科的其中一種。

## 分布
本魚分布南美洲的哥倫比亞及委內瑞拉的奧里諾科河流域。

## 特徵
本魚野生品種身體顏色為淺綠褐色，上面有藍紫色閃閃發亮的鱗片，現已有許多人工培育的品種。眼睛為鮮紅色，從眼睛開始有一道黑條紋，一直延伸至尾柄。臀鰭、尾鰭和背鰭為淺紅色，上面有藍色發光斑點，腹鰭為紅色，有黑色邊緣。體長可達3.5公分。

## 生態
本魚棲息在河流的底層，屬肉食性。

## 經濟利用
小型的觀賞魚，性情溫和，成對出現，以中等的水族箱飼養為宜。